# Adolf Jentzen
Adolf Jentzen (* 5. Oktober 1899 in Klein Ottersleben; † 6. Mai 1943 in Magdeburg) war ein Widerstandskämpfer gegen den Nationalsozialismus.

## Leben
Jentzen arbeitete als Dreher in der Maschinenfabrik Buckau-Wolf. In der Zeit nach der Machtergreifung durch die Nationalsozialisten schloss sich Jentzen einer Widerstandsgruppe an. Er versorgte Kriegsgefangene, vor allem aus der Sowjetunion mit Lebensmitteln und informierte sie über das aktuelle Kriegsgeschehen und insbesondere den Rückzug der deutschen Truppen. Zumindest Ende der 1930er Jahre lebte er im ersten Stockwerk des Hauses Große Schulstraße 10a in Großottersleben.
1943 wurde die Widerstandsgruppe verraten und die einzelnen Mitglieder durch die Gestapo verhaftet. Jentzen wurde bei den Verhören schwer misshandelt und musste danach in das Krankenhaus Sudenburg eingeliefert werden.
Er erlag nach wenigen Tagen seinen schweren Verletzungen. Zu einer Verurteilung kam es nicht mehr.
Die Stadt Magdeburg benannte ihm zu Ehren eine Straße im Stadtteil Ottersleben als Adolf-Jentzen-Straße. In der Zeit der DDR war eine Dreherei im SKL, dem ehemaligen Buckau-Wolf, nach Adolf Jentzen benannt.